# Murovani Kurîlivți
Murovani Kurîlivți (în ucraineană Муровані Курилівці) este așezarea de tip urban de reședință a raionului Murovani Kurîlivți din regiunea Vinnița, Ucraina. În afara localității principale, nu cuprinde și alte sate.

## Demografie
Componența lingvistică a așezării de tip urban Murovani Kurîlivți
     Ucraineană (98,17%)
     Rusă (1,55%)
     Alte limbi (0,21%)
Conform recensământului din 2001, majoritatea populației așezării de tip urban Murovani Kurîlivți era vorbitoare de ucraineană (98,17%), existând în minoritate și vorbitori de rusă (1,55%).